# Cornetto di Confine
Cornetto di Confine är en bergstopp i Österrike, på gränsen till Italien. Den ligger i den sydvästra delen av landet, 300 km sydväst om huvudstaden Wien. Toppen på Cornetto di Confine är 2 377 meter över havet.
Terrängen runt Cornetto di Confine är huvudsakligen bergig, men den allra närmaste omgivningen är kuperad. Runt Cornetto di Confine är det ganska glesbefolkat, med 35 invånare per kvadratkilometer.. 
Trakten runt Cornetto di Confine består i huvudsak av gräsmarker.